# Dendrocopos maculatus
Dendrocopos maculatus là một loài chim trong họ Picidae.